# American Colonization Society

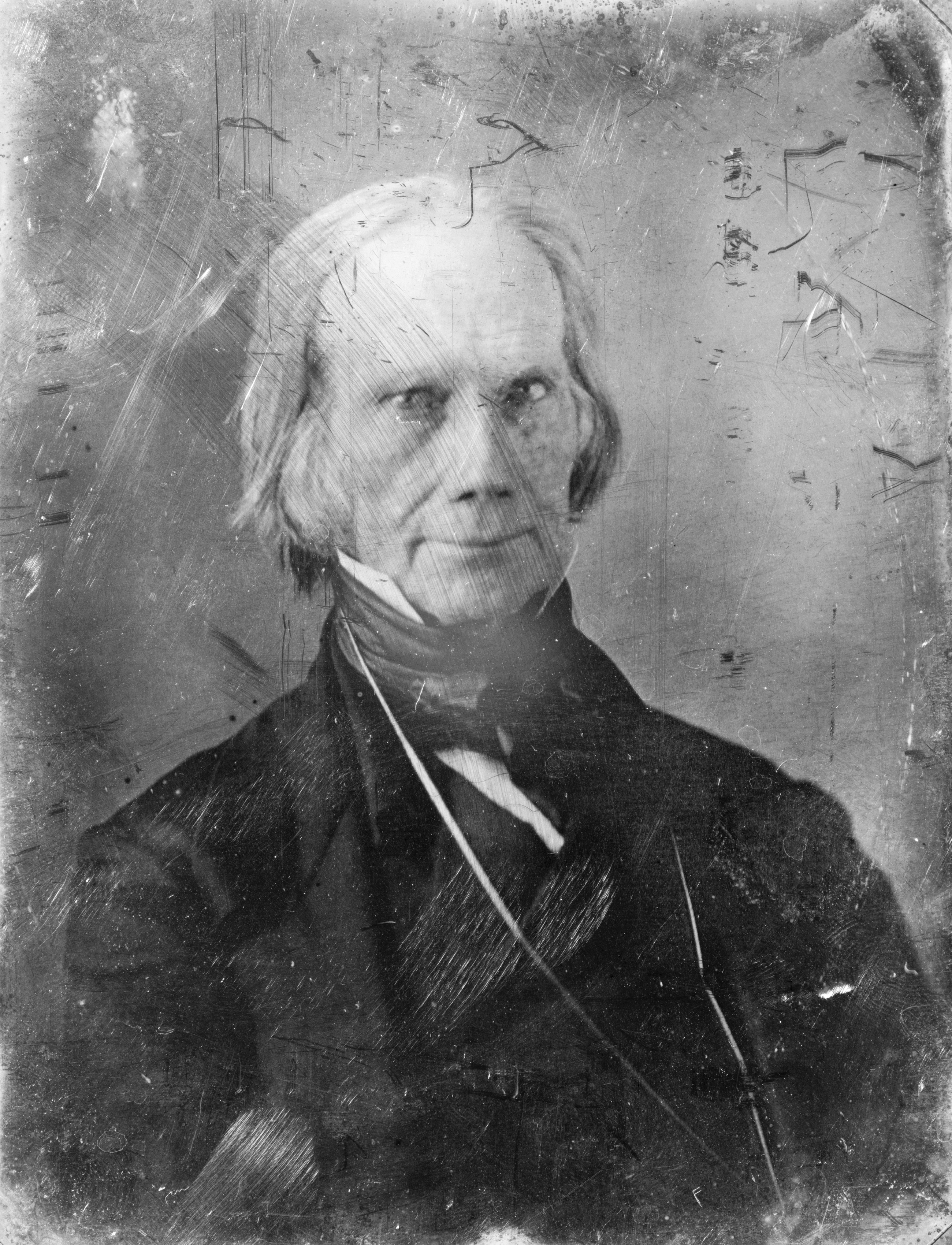
Henry Clay, uno dei fondatori della Società

L'American Colonization Society (ACS) è stata un'associazione filantropica statunitense fondata nel 1817 con lo scopo di aiutare gli ex-schiavi americani a ritornare nel loro continente d'origine. 

## Storia
L'American Colonization Society venne fondata nel 1817; i principali soci fondatori furono John Randolph, Daniel Webster, John Marshall e Henry Clay.
Nel 1821 l'ACS acquistò dei terreni sulla Costa del Pepe all'imbocco del fiume Saint Paul (a sud dell'allora colonia inglese della Sierra Leone), vi stabilì una colonia, trasferendovi un numero crescente di ex-schiavi, e iniziò la costruzione di una città, chiamata Monrovia in onore del presidente statunitense James Monroe.
L'ACS mantenne il controllo diretto della colonia fino al 1847, quando venne fondata la Repubblica di Liberia.
Nei tempi successivi, grazie agli aiuti finanziari degli Stati del Maryland e della Virginia, la Società riuscì ad inviare in Liberia un relativo numero di afro-americani: nel 1867 essi erano all'incirca 13.000.